# Hans Heinrich
Pour les articles homonymes, voir Hans Heinrich (homonymie).
Hans Heinrich est un facteur d'orgues de Finlande.
Hans Heinrich a fabriqué des orgues à Maxmo. Heinrich nait en Allemagne et s'installe en Finlande dans les années 1960.
Il travaille un temps pour Veikko Virtanen puis fonde sa propre usine à Maxmo en 1964 qu'il fermera en 2009. Entre-temps il aura fabriqué 183 orgues de toutes tailles.
À la fermeture de son usine il s'installe à Ekenäs à Raseborg tout en continuant d’entretenir des orgues partout en Finlande.
Les orgues les plus significatives fabriquées par Hans Heinrich sont celles de la nouvelle église de Keuruu (43 jeux), de l'église de Nurmes (41 jeux), de l'Église de Malmi (41 jeux) et de l'Église d'Hyvinkää (35 jeux).